# Шарлота Белгийска
 Тази статия е за белгийската принцеса.  За английската вижте Шарлота Августа Уелска.  
Мария Шарлота Амелия Августина Виктория Клементина Леополдина (на френски: Marie Charlotte Amélie Augustine Victoire Clémentine Léopoldine) е белгийска принцеса от династията Сакс-Кобург и Гота, ерцхерцогиня на Австрия и императрица на Мексико – съпруга на Максимилиан I, император на Мексико и ерцхерцог на Австрия.

## Произход и детство
Принцеса Шарлота е родена на 7 юни 1840 в кралския дворец Лакен, Белгия. Тя е дъщеря на белгийския крал Леополд I и френската принцеса Луиза Бурбон-Орлеанска. Принцеса Шарлота е кръстена на покойната първа съпруга на баща си – принцеса Шарлота Августа Уелска, която умира при раждане. Шарлота има трима братя – Луи-Филип, който умира като дете, Леополд II, крал на Белгия, и Филип, граф на Фландрия.
Принцеса Шарлота е първа братовчедка на британската кралица Виктория и на съпруга ѝ, принц Алберт.
Любимата баба на Шарлота е френската кралица Мария-Амалия от Двете Сицилии, съпруга на Луи-Филип, с която принцесата поддържа тясна връзка и редовна кореспонденция през по-голямата част от живота си. Когато Шарлота е на десет години, майка ѝ умира от туберкулоза и принцесата е поверена на грижите на графинята на Хулсте, близка приятелка на семейството. Няколко седмици през годината принцесата прекарва в Клермънт хаус, Великобритания, при Мария-Амалия и останалата част от семейството на майка си, което по това време се намира в изгнание във Великобритания.

## Ерцхерцогиня на Австрия
На 27 юли 1857 г. в Брюксел принцеса Шарлота се омъжва за своя втори братовчед ерцхерцог Максимилиан Австрийски, брат на австрийския император Франц Йосиф. В императорския двор Шарлота става любимата снаха на свекърва си, София Баварска, която вижда в белгийската принцеса идеалната съпруга за един австрийски ерцхерцог. Принцеса Шарлота обаче не се намира в добри отношения с етърва си – императрица Елизабет (съпруга на брата на Максимилиан). Смята се, че принцесата е подразнена от прекалено близките отношения между императрицата и Максимилиан, който е неин довереник и споделя много от нейните предпочитания, и най-вече заради факта, че Елизабет привлича по-големи адмирации с красотата си.
След сватбата си Шарлота прекарва няколко щастливи години в Италия, където Максимилиан е назначен за вицекрал на Кралство Ломбардия-Венеция, което се намира под австрийска власт.

## Императрица на Мексико
През 1860 амбициозният френски император Наполеон III предприема военна интервенция в Мексико. Воден от желанието си да превърне Мексико в сателит на Франция, Наполеон III търси подходящ кандидат за титлата Император на Мексико. Изборът на френския император пада върху ерцхерцог Максимилиан Австрийски, който приема предложената му корона, и през 1864 Шарлота и Максимилиан отпътуват за Новия свят. Императорската двойка избира за своя официална резиденция неоготическия Чапултепекски замък, който се намира в покрайнините на град Мексико. В испаноезичния свят новата императрица на Мексико става известна с името Карлота, испанския вариант на френското име Шарлота. Карлота взема сериозно задълженията си на мексиканска императрица и предприема обиколка на далечния Юкатан, посещавайки руините на Уксмал.
В Мексико положението на Шарлота и съпруга ѝ обаче е изключително несигурно. Техният режим се гради на подкрепата от страна на френските войски в Мексико и на мексиканската едроземеделска клика, но среща категоричен отказ за признание от републиканците, предвождани от Бенито Хуарес. Конфликтът между императорските сили и републиканците взема образ на гражданска война, в която се намесват и САЩ, подкрепящи републиканците. Положението на Карлота и Максимилиан I става изключително несигурно след оттеглянето на френските войски от Мексико през 1866 г. Оттеглянето на французите и подкрепата на американците дават необходимото на републиканците надмощие срещу силите на Максимилиан I. Опасността, в която Максимилиан I и Карлота се намират, е очевидна за всички, но императорът категорично отказва да напусне Мексико, въпреки съветите на самия Наполеон III.
Опитвайки се да спаси престола на съпруга си, Карлота заминава за Европа, където търси подкрепа за Максимилиан в Париж, Виена и най-накрая в Рим при папа Пий IX. Мисията на императрицата обаче търпи провал, което съсипва психическото ѝ равновесие: тя започва да проявява симптоми на параноя, получава нервен срив, и никога след това тя не се завръща в Мексико.
През пролетта на 1867 г. съпругът на Шарлота е заловен от републиканците и е екзекутиран през юни същата година, въпреки опитите на редица европейски правителства да спасят живота на императора. Едни от последните думи на Максимилиан I преди екзекуцията му са: „Бедната Шарлота!“. Новината за смъртта на съпруга ѝ допълнително разстройва бившата мексиканска императрица, поради което психическото ѝ състояние продължава да бъде нестабилно. Братът на Шарлота, графът на Фландрия, наема психиатър, който след като преглежда Шарлота, я обявява за душевно болна.

## Последни години
До края на живота си Шарлота живее изолирана, първоначално в двореца Мирамаре (близо до Триест), а след това в замъка Бушу в Белгия. По време на Първата световна война Белгия е окупирана от Германия, но имението, в което пребивава Шарлота, се ползва със специален статут, тъй като Австро-Унгария е съюзник на Германия, а Шарлота е снаха на австро-унгарския император.
С времето болестта на бившата императрица се влошава. Шарлота остава дълбоко влюбена в съпруга си. След смъртта му тя запазва всичко, на което са се радвали по време на съвместния си живот. През целия остатък от живота си Шарлота живее в илюзията, че продължава да бъде императрица на Мексико, и дори продължава да вярва, че Максимилиан е жив и ще се върне при нея.
Шарлота умира в замъка Бушу в Мейсе, Белгия, на 19 януари 1927.